# Karl-Heinz Peschen
Karl-Heinz Peschen (* 12. Oktober 1937) ist ein ehemaliger deutscher Fußballspieler.

## Karriere

### Beginn
Peschen gehörte mit 22 Jahren dem Kader des FC Bayern München an, für den er in der Saison 1960/61 14 Oberligaspiele bestritt und ein Tor erzielte. Sein Debüt in der seinerzeit höchsten deutschen Spielklasse gab er am 16. Oktober 1960 (10. Spieltag) bei der 0:1-Niederlage im Auswärtsspiel gegen den FC Bayern Hof. Am 23. April 1961 (29. Spieltag) gelang ihm bei der 1:2-Niederlage im Heimspiel gegen die SpVgg Fürth mit dem Anschlusstreffer in der 23. Minute sein erstes Erstligator. In seiner zweiten Saison für die Bayern kam er nur zu zwei Punktspielen, die beide im Stadion an der Grünwalder Straße mit 0:5 – am 13. August 1961 (2. Spieltag) gegen den FC Bayern Hof – und mit 0:4 – am 10. September 1961 (6. Spieltag) gegen den TSV 1860 München – endeten.

### Fortsetzung
Zur Saison 1962/63 wechselte er zum Ligakonkurrenten TSV Schwaben Augsburg, die ein Jahr zuvor in die Oberliga aufgestiegen waren. In seiner ersten Saison absolvierte er 20 Punktspiele und erzielte sechs Tore, genau so viele wie in 24 Punktspielen in seiner zweiten und letzten Spielzeit für die Augsburger – allerdings in der zweitklassigen Regionalliga, bedingt durch die Gründung der Bundesliga 1963.

### Ende
Zur Saison 1964/65 wechselte Peschen in die Regionalliga West zur Fußballabteilung des im westfälischen Marl ansässigen TSV Marl-Hüls. Mit jeweils zehn Punktspielen und einem Tor in seiner letzten Saison trug er zum 15. und 13. Tabellenplatz, und damit jeweils zum Klassenverbleib bei.